# Huntenpop

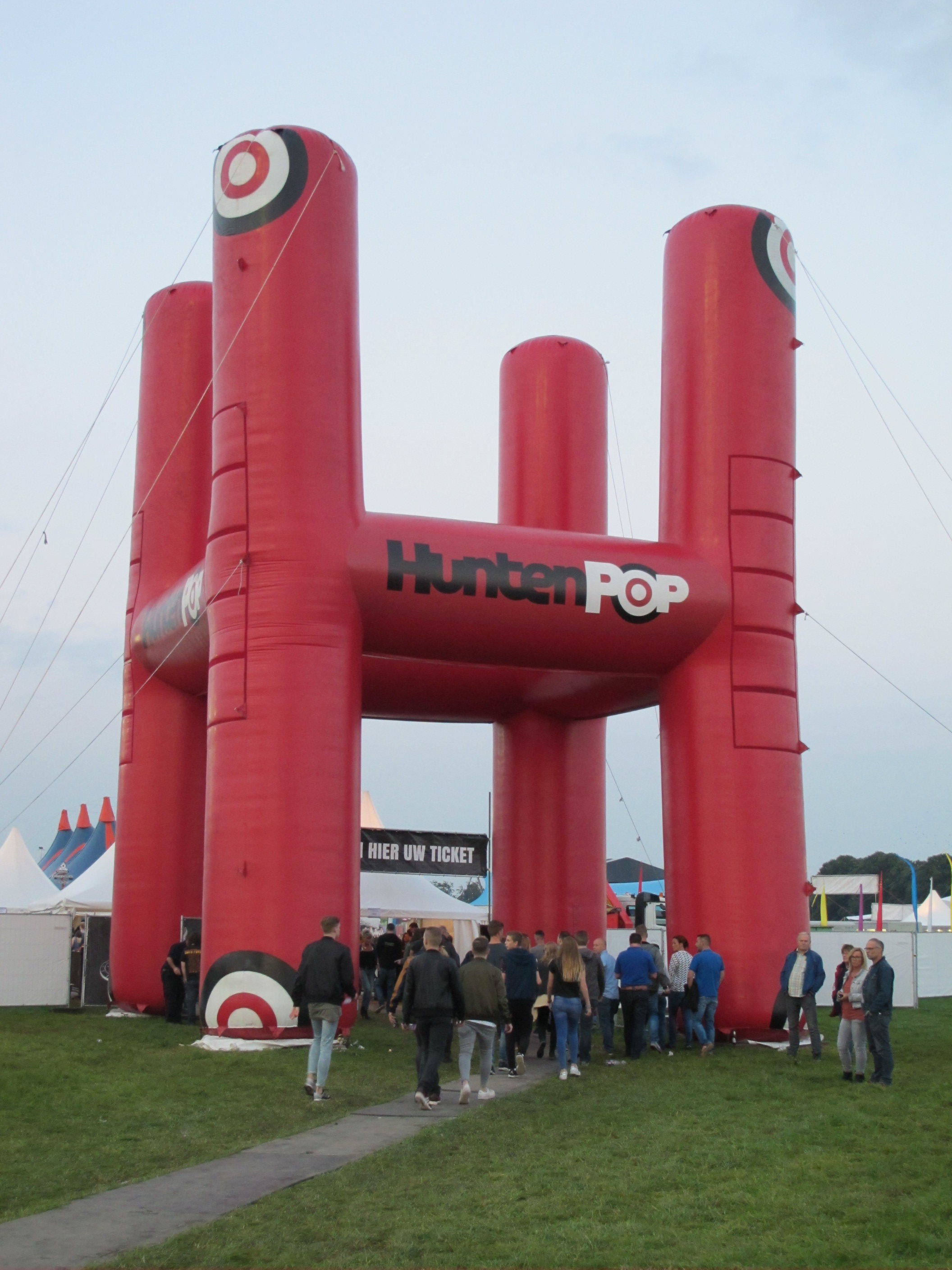
De entree van Huntenpop.

Huntenpop is een popfestival in de gemeente Oude IJsselstreek in de Nederlandse Achterhoek en Liemers.
De naam verwijst naar de buurtschap Veldhunten. Deze buurtschap ligt naast de dorpskern Varsselder. De dorpskern en de buurtschap worden doorgaans in één uitgesproken: Varsselder-Veldhunten. In 2009 werd het festival vanwege de omvang verplaatst naar het festivalterrein van het DRU-Park op de grens van Ulft en Silvolde.
Het popfestival is voor het eerst in 1989 gehouden. Het festival kenmerkt zich naast podia voor bekende bands ook als popfestival voor aankomend talent. Het popfestival wordt doorgaans in augustus gehouden.

## 2006
De zeventiende editie vond plaats op 11 en 12 augustus.
Atreya, Backwater, Bloody Honkies, Born from Pain, DI-RECT, Flaco Jiménez, Get A Grip, I Against I, Internationals, Kaizers Orchestra, Kashmir, Laberinto, Osdorp Posse, Postman, The Presidents of the United States of America, Racoon, Ruby Q, Seanpenn, Shiver, Silence is Sexy, Stereo MC's, Stevie Ann, Wheel, Within Temptation en Ysis

## 2007
De 18e editie van het festival vond plaats op 24 en 25 augustus 2007.
Onder andere Krezip, Soulfly, Die Apokalyptischen Reiter, Crystal Dream, The Backedge Soul Train, The Toy Dolls, Subway to Sally, Madball, Rowwen Hèze, Jaya the Cat, Riverside, The BossHoss en Zita Swoon.

## 2008
De 19e editie vond plaats op 22 en 23 augustus 2008.
Onder andere Liquido, Fun Lovin' Criminals, Beef, Rolling Spears, The Mahones, Beatsteaks, Saybia, Delain, Stevie Ann, Agua de Annique, Walter Trout en Hansen Thomas

## 2009
De 20e editie vond plaats op 28 en 29 augustus 2009.
Onder andere De Jeugd Van Tegenwoordig, Roosbeef, Feuerengel, Danko Jones, DeWolff, VanVelzen, The Offspring, Junkie XL, Sabrina Stark, Cinema Bizarre en Pete Murray

## 2010
De 21e editie vond plaats op 13 en 14 augustus 2010.
Onder andere Kane, DI-RECT, Gwar, Living Colour, My Favorite Scar, Caro Emerald, Black Point, MOKE, Kontrust, DJ Maga Bo, Epica, Fiction Plane en Fakkelbrigade

## 2011
De 22e editie vond plaats op 12 en 13 augustus 2011.
Onder andere Anouk, Within Temptation, Go Back to the Zoo, My Dying Bride,
De Staat, Destine, Don Diablo, The Boxer Rebellion, Jon Allen, Dio en Marcus Malone

## 2012
De 23e editie vond plaats op 10 en 11 augustus 2012.
Onder andere Alain Clark, Real El Canario, The Backcorner Boogie Band, The Bruurkes,
DJ Roel Salemink, Le Cirque Du Platzak, Heavens's Place DJ's, Triggerfinger, Racoon, Crystal Fighters, Sister Bliss, Lacuna Coil, Blood Red Shoes, Bellowhead, Miss Montreal,
Real Big Fish, Muchachito Bombo Infierno, Shaking Godspeed, Dope D.O.D., Vintage Trouble, Liquid Snow, Hadrian's Wall, Town of Saints, Sandy Dane, Mister and Mississippi,
Villa Zeno en Boomshakalak Soundsystem

## 2013
De 24e editie van Huntenpop vond plaats op 23 en 24 augustus 2013.
Scrum, The Flexican en Sef, Magic Fish, The Fillers, Musest, Hats Of To Led Zeppelin, The Bruceband, BLØF, Ilse de Lange, Pendulum, The Toy Dolls, Guano Apes, Mister and Mississippi, The Hoax, Kensington, Handsome Poets, Jaimi Faulkner, Navarone, Boemklatsch, Rilan & The Bombadiers, Movits! en Tenement Kids

## 2014
De 25e editie vond plaats op 22 en 23 augustus 2014.
Onder andere De Jeugd van Tegenwoordig, Kensington, Guus Meeuwis, DeWolff, Therapy?, Jett Rebel, Shantel, Dotan, Kraantje Pappie en Douwe Bob

## 2015
De 26e editie vond plaats op 14 en 15 augustus 2015.
Onder andere UB40, Novastar, Halestorm, Typhoon, Handsome Poets, Miss Montreal, Within Temptation en Memphis Maniacs.

## 2016
De 27e editie vond plaats op 12 en 13 augustus 2016.
Onder andere Golden Earring, Dotan, Jett Rebel, Kovacs, Fresku, Nielson, The Answer, Tony Junior, Dyna, SBMG, Moksi, Paul Elstak, Haevn, The Gentle Storm, Peter Pan Speedrock, Lucas Hamming, Tentempiés, Donnerwetter, All The King’s Daughters, Jack and the Weatherman, Opticks, Small Time Crooks, Living Room Heroes, Lou Patty, Lilith Effie, Danjah, Zenmaster, Lady Virea, Kubes, Les Truttes, Broederliefde.

## 2017
De 28e editie vond plaats op 11 en 12 augustus 2017.
Onder andere Kensington, Chef' Special, Blaudzun, Kraantje Pappie, Delain, Drive Like Maria, Rondé, DAAN en Riverside.

## 2018

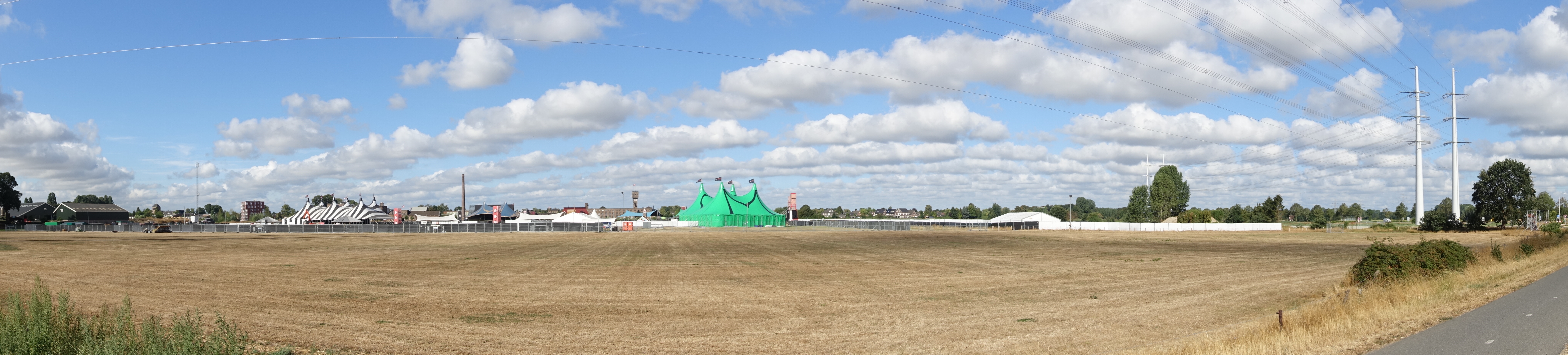
Het terrein bij de DRU in opbouw, 5 augustus 2018

De 29e editie vond plaats op 10 en 11 augustus 2018.
Onder andere DI-RECT, K's Choice, Racoon, My Baby, Wende, Toploader, Joost, The Charm The Furry, The Partysquad, Lil' Kleine en Wulf.

## 2019
De 30e editie vond plaats op 2 en 3 augustus 2019.
Onder andere Level 42, Ilse DeLange, Kraantje Pappie, Heideroosjes, Danny Vera, Snollebollekes, Navarone, Rondé, Paul Elstak, 2 Brothers On The 4th Floor en Boh Foi Toch

## 2020
De 31e editie zou plaats hebben gevonden op 31 juli en 1 augustus 2020, maar heeft door de coronapandemie niet plaatsgevonden.

## 2021
De 31e editie die was verplaatst van 2020 naar 2021 heeft in verband met de coronapandemie wederom niet plaatsgevonden.

## 2022
De 31e editie staat gepland voor 12 en 13 augustus 2022.